# Mario Gargano
Mario Gargano (Tagliacozzo, 20 maggio 1929 – Roma, 10 luglio 2018) è stato un politico italiano.

## Biografia
Militante della Democrazia Cristiana, fu eletto alla Camera dei deputati per tre legislature, restando a Montecitorio dal 1972 al 1983 e ricoprendo più volte anche il ruolo di Sottosegretario di stato in vari governi. Fece parte alla Camera dei Deputati della Commissione Bilancio, della Commissione Difesa e della Commissione parlamentare per l'indirizzo generale e la vigilanza dei servizi radiotelevisivi
Giornalista pubblicista, in seguito al mandato parlamentare fu presidente nazionale della Federcaccia, vicepresidente vicario della Federazione Pugilistica Italiana e consigliere di amministrazione dei Monopoli di Stato.